# Пратап Сінгх Гайквад
Пратап Сінгх Гайквад (29 червня 1908 — 19 липня 1968) — останній магараджа Вадодари, фактичне правління якого завершилось із здобуттям Індією незалежності 1948 року. Після цього його титул став формальним (спадковим).